# Phthiria amplicella
Phthiria amplicella är en tvåvingeart som beskrevs av Daniel William Coquillett 1904. Phthiria amplicella ingår i släktet Phthiria och familjen svävflugor. Inga underarter finns listade i Catalogue of Life.